# 下蘇霍迪爾

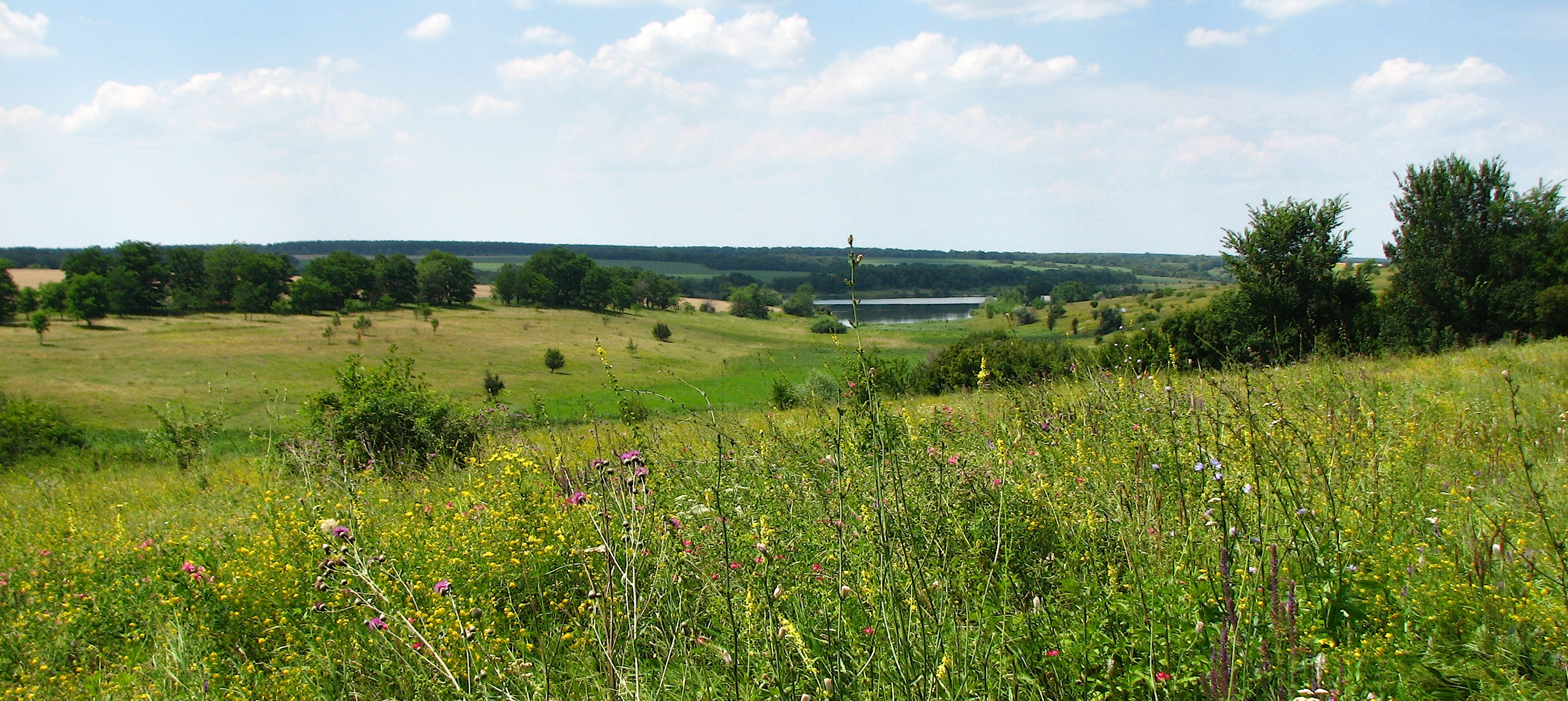
村庄景色

49°0′26″N 38°43′58″E / 49.00722°N 38.73278°E
下蘇霍迪爾（烏克蘭語：Нижній Суходіл）是位於烏克蘭東部的村莊，由盧甘斯克州北頓涅茨克區的北頓涅茨克市鎮負責管轄。該村始建於1958年，面積0.06平方公里，海拔高度132米，2001年人口41，人口密度每平方公里732.1人。